# I'm in Your Mind Fuzz
I'm in Your Mind Fuzz es el quinto álbum de estudio de la banda australiana de rock psicodélico King Gizzard & the Lizard Wizard. Fue publicado bajo el sello de Flightless Records en Australia y por Heavenly Records en el resto del mundo.
En los J Awards de 2014, el álbum fue nominado como Álbum australiano del año.

## Música
El álbum ha sido descrito como rock garage y rock psicodélico. También posee algunos elementos de jazz que serían explorados más a fondo en su próximo álbum, Quarters!

## Lista de canciones
El lado A del vinilo incluye las pistas 1-6, y la cara B desde la pista 7-10.
Todas las pistas fueron escritas por Stu Mackenzie, excepto la pista 6, escrita por Stu Mackenzie y Joey Walker 

Todas las canciones escritas y compuestas por Stu Mackenzie , excepto donde se señale. 
| N.º | Título                   | Duración |  |
| 1.  | «I'm in Your Mind»       | 3:34     |  |
| 2.  | «I'm Not in Your Mind»   | 2:58     |  |
| 3.  | «Cellophane»             | 3:11     |  |
| 4.  | «I'm in Your Mind Fuzz»  | 2:52     |  |
| 5.  | «Empty»                  | 4:11     |  |
| 6.  | «Hot Water»              | 3:24     |  |
| 7.  | «Am I in Heaven?»        | 7:06     |  |
| 8.  | «Slow Jam 1»             | 2:55     |  |
| 9.  | «Satan Speeds Up»        | 3:39     |  |
| 10. | «Her and I (Slow Jam 2)» | 8:15     |  |

## Personal
Créditos para I'm in Your Mind Fuzz adaptados de las notas del álbum.
King Gizzard & the Lizard Wizard
- Michael Cavanagh - batería
- Cook Craig - guitarras
- Ambrose Kenny-Smith - armónica de blues
- Stu Mackenzie - voz, guitarras, teclados, flauta
- Eric Moore - batería
- Lucas Skinner - bajo
- Joey Walker - guitarras, voz

Producción
- Stu Mackenzie - producción, grabación adicional, mezcla (pistas 2, 5, 6, 8-10), mezcla adicional (pistas 1, 3, 4, 7)
- Wayne Gordon - grabación (pistas 1, 3, 4, 6, 7)
- Paul Maybury - grabación (pistas 2, 5, 8-10), mezcla (pistas 2, 8, 10)
- Michael Badger - mezcla (pistas 1, 3, 4, 7)
- Joe Carra - masterización
- Jason Galea - arte (recreación del arte de Louis Saekow)